# Visuele programmeertaal

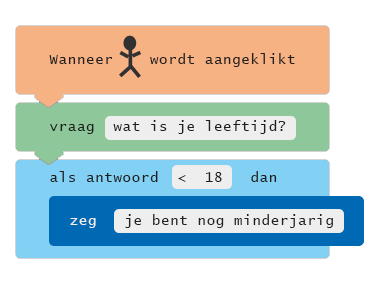
Een voorbeeld van een visuele programmeertaal.

Een visuele programmeertaal (in het Engels afgekort tot VPL van visual programming language) is een programmeertaal waarmee voornamelijk beginnende gebruikers een computerprogramma kunnen ontwerpen door middel van visuele elementen te rangschikken, in plaats van instructies textueel in te typen.
Met een VPL kan men programmeren met visuele expressies zoals grafische symbolen. Vaak wordt er een voorstelling van een gegevensstroom of diagram gemaakt, gebaseerd op het principe van blokken en pijlen.

## Definitie
Een VPL kan verder worden ingedeeld in een subgroep, afhankelijk van het soort visuele interactie. Zo zijn er visuele programmeertalen met icoontjes, formulieren of diagrammen. Een gebruikersomgeving voorziet in de beschikbare grafische elementen die door gebruikers aangepast en verwerkt kunnen worden in het programma.
Een algemeen principe van een VPL is om programmeren toegankelijk te maken voor beginners en hen met drie basisbeginselen te ondersteunen:
- Syntaxis: door het gebruik van grafische elementen worden schrijffouten uitgesloten.
- Semantiek: met een hulpfunctie kan men uitleg krijgen over de betekenis van bepaalde instructies.
- Pragmatiek: door blokken in verschillende volgordes te plaatsen kan men sneller onderzoeken hoe het programma op die nieuwe volgorde reageert.

## Lijst met visuele programmeertalen
Educatief
- AgentCubes
- Alice
- Bubble
- Hopscotch
- Kodu
- MakeCode (Micro:Bit)
- Scratch
- StarLogo
- VIPLE

Multimedia
- Blender
- Cameleon
- SynthEdit
- TouchDesigner
- Virtools
- WireFusion

Automatisering
- Automator
- CiMPLE
- Flow
- Pipeline Pilot
- Ladderdiagram
- Functieblokkendiagram

Gegevensverwerking
- Alteryx Designer
- Apache Nifi
- IBM Cognos
- Microsoft SSIS

Simulatie
- BPEL
- DRAKON
- Flowcode
- Microsoft Visual Programming Language
- MindRover
- Simulink
- VisSim

Overig
- Lava
- Limnor
- Morphic
- Piet
- WebML
- YAWL